# Rivière de Bouillante
La rivière de Bouillante est un fleuve de Guadeloupe situé en Basse-Terre. 
Il a son embouchure à Bouillante et se jette en mer des Caraïbes. 

## Géographie
Il prend sa source vers la Crête des bois, près de la Barre de l'île, à proximité du Faux Piton de Bouillante et s'écoule sur un peu plus de 3 km de longueur. 

## Histoire
Le fleuve, nommé en caraïbe ohibacioua, porte d'abord le nom de rivière Jean-Jacques, a été connu pour sa source chaude et possédait autrefois des bassins et un puits qui ont été emportés par des crues. La source chaude coule depuis dans le cours d'eau en aval des anciens bains et se situe derrière la mairie de Bouillante.
La température de l'eau, relevée au XIXe siècle, était de 47°C,.En mars 1841, Henri Sainte-Claire Deville, sur les trois sources a relevé, 47° 5 , 37° 5 et 39° 5.